# Mon tilleul à Malesco
Mon tilleul à Malesco (en italien Il mio tiglio a Malesco) est une peinture à l'huile sur toile de 49 × 36 cm, réalisée par Carlo Bazzi en 1901 et conservée au musée de la Banca Intesa San Paolo de Milan.